# Азиатский департамент
Азиатский департамент — один из трёх департаментов Министерства иностранных дел Российской империи.
Создан 19 апреля (1 мая) 1819 вместо Департамента азиатских дел Коллегии иностранных дел. 22 апреля 1819 года статс-секретарь Министерства иностранных дел К. В. Нессельроде определил назначение департамента в своём предписании, где говорилось, что департамент «имеет главным предметом своим дела азиатских народов, России подвластных, а равно и тех, с коими сие государство находится в торговых и других каких-либо отношениях». В связи с развитием отношений между Российской империей и среднеазиатскими государствами одновременно с учреждением Азиатского департамента был также создан Азиатский комитет, который занимался торговыми и другими делами на границах Оренбургского края. В его состав вошли военный министр, министр иностранных дел и министр финансов.
Два других департамента:
- департамент внутренних сношений (с 2 февраля 1897 — Второй департамент),
- департамент хозяйственных и счётных дел (с 22 мая 1868 — департамент личного состава и хозяйственных дел).

Поначалу Азиатский департамент состоял из двух отделений с очень небольшим количеством чиновников. Каждое из отделений департамента подразделялось на два стола. Первое отделение занималось а) делами турецкими, б) персидскими а также делами горских народностей. Специализацией второго отделения были а) дела кочевых народов Астраханской, Кавказской и частично Саратовской губерний, а также дела киргиз-кайсаков (казахских племён), б) дела всех других азиатских народов и дела, имеющие отношение к работникам департамента.
В ведении Азиатского (с 2 февраля 1897 — Первого) департамента находились:
1. дела политические, касающиеся Востока;
2. переписка с восточными правительствами и с русскими дипломатическими и консульскими агентами на Востоке, по делам русских подданных, на Востоке пребывающих, равно подданных тех стран, пребывающих в России, и отношениями к России лиц, пребывающих на Востоке;
3. переводы по сношениям присутственных мест и правительственных лиц, а также по просьбам частным, актов и документов, писанных на восточных языках.

В ведении этого департамента состояло Учебное отделение восточных языков, имевшее целью образование драгоманов для российских миссий и консульств на Востоке (Св. Зак. I, учр. мин по прод. 1886, 2337—2340). Кроме этого, на Дальнем Востоке Азиатскому департаменту подчинялась Пекинская духовная миссия, в составе которой числилось десять человек. Среди них было от четырёх до шести светских сотрудников, которые занимались изучением тибетского, маньчжурского, китайского и монгольского языков для того, чтобы после возвращения в Россию исполнять обязанности драгоманов. Время работы представителей миссии в Китае достигало десяти лет, что давало им возможность всесторонне погрузиться в его культуру. Каждую новую миссию, направленную в Пекин, сопровождал уполномоченный МИДом пристав, который имел право официально обсуждать вопросы торговых взаимоотношений, пограничные проблемы и некоторые другие вопросы.

### Учебное отделение восточных языков
29 мая 1823 года российский император Александр I своим указом создал при Азиатском департаменте Учебное отделение восточных языков. Через две недели, 15 июня 1823 года относительно этого учреждения Коллегией иностранных дел было вынесено соответствующее определение. Согласно ему это учебное заведение должно было вести подготовку молодых специалистов для дальнейшей дипломатической работы из числа выпускников восточных факультетов российских вузов. Курс обучения ставил своей целью снабдить будущих дипломатов практическими навыками в дополнение к теоретической базе, которая закладывалась в университетах. Указом от 29 мая 1823 года на двухгодичное обучение было направлено шесть студентов, а на нужды отделения ежегодно закладывалась сумма в 20 тысяч рублей. Из них 3 тысячи рублей выделялись на жалованье профессуре, 1 тысяча рублей — на стипендии студентам, 7 тысяч — на аренду и содержание помещений, и 1 тысяча — на покупку книг и рукописей.
Директорами учебного отделения в разное время были: Г. М. Влангали (1823—1825), Ф. П. Аделунг (1825—1843), П. И. Демезон (1843—), М. А. Гамазов.

## Директора департамента
- 19.04.1819—11.05.1837 Родофиникин, Константин Константинович
- 16.04.1841—12.06.1848 Сенявин, Лев Григорьевич (управлял с 21.12.1837)
- 06.12.1848—26.02.1852 Дашков, Яков Андреевич
- 26.02.1852—20.09.1856 Любимов, Николай Иванович
- 02.10.1856—30.08.1861 Ковалевский, Егор Петрович (и. д. с 02.06.1856)
- 21.08.1861—14.07.1864 Игнатьев, Николай Павлович (впоследствии граф)
- 28.11.1864—02.12.1875 Стремоухов, Пётр Николаевич
- 02.12.1875—28.03.1882 Гирс, Николай Карлович (управлял на правах директора)
- 25.02.1883—12.03.1891 Зиновьев, Иван Алексеевич
- 12.03.1891—15.01.1897 граф Капнист, Дмитрий Алексеевич
- 08.02.1897—10.08.1900 Базили, Александр Константинович
- 15.08.1900—1906 Гартвиг, Николай Генрихович
- 1906 г. по июль 1907 г. Сементовский-Курилло, Дмитрий Константинович
- Аргиропуло, Кимон Мануилович.